# Tre kronor (rigsvåben)
 For alternative betydninger, se Tre kronor. (Se også artikler, som begynder med Tre kronor)
Tre kronor, også kaldet lilla riksvapnet, er et af de heraldiske skjolde, som indgår i det officielle svenske rigsvåben. Skjoldets oprindelse fortaber sig i fortiden, men det menes at være bragt til Sverige af den svenske konge, Albrecht af Mecklenburg, som i den senere del af det 14. århundrede besluttede, at kronerne skulle indgå i det svenske rigsvåben.
De tre kroner blev dog også tidligere benyttet af svenske konger. Magnus Ladulås brugte det på et kontrasegl i det 13. århundrede, og det blev i begyndelsen af det 14. århundrede præget på mønt af Magnus Eriksson.
Hvad de tre kroner i skjoldet symboliserer, har der gennem tiden været megen diskussion om, og buddene har været mange og fantasifulde:
- De tre vise mænd fra Bibelen
- De svenske landskaber Västergötland, Östergötland og Skåne
- De svenske landskaber Svealand, Götaland og Skåne
- De tre nordiske lande Danmark, Norge og Sverige
- De nordiske guder Thor, Odin og Frej

Allerede i det 12. århundrede var de tre kroner et værdiladet symbol i Europa med udgangspunkt i Köln. I domkirken i byen opbevares, hvad man mener er relikvier af de tre vise mænd fra Bibelens beretning om Jesu fødsel. Köln var derfor i middelalderen et yndet valfartssted, og relikvierne mentes at kunne beskytte mod bl.a. uvejr, oversvømmelse, sygdom og død.
I svenske almanakker fra middelalderen er Hellig tre kongers dag markeret med tre kroner. Da Albrecht af Mecklenburg havde besøgt Køln, og dermed følgelig havde kendskab til kronernes symbolværdi, er det nærliggende at antage, at man her finder forklaringen på, at de kom at indgå i det svenske rigsvåben.
De tre kroner prydede det daværende Stockholms Slott, indtil det nedbrændte i 1697. Senere blev kronerne sat øverst på spiret på det 106 m høje tårn ved Stockholms Stadshus, og er med tiden blevet et symbol for selve nationen Sverige, ligesom det også er blevet synonymt med det svenske ishockeylandshold for herrer, Tre Kronor.
På alle svenske konsulater rundt om i verden finder man skjoldet med de tre kroner, ligesom det hænger i alle officielle svenske bygninger i Sverige. Og på de svenske pas finder man dem også.
De tre kroner er Sveriges brand i udlandet, og har været det i snart 700 år.